# Saison 2003-2004 du Toulouse Football Club
Chronologie
Saison précédente Saison suivante
La saison 2003-2004 du Toulouse Football Club (TFC) voit le club s'engager dans trois compétitions que sont la Ligue 1, la Coupe de France et la Coupe de la Ligue.

## Effectif de la saison
Effectif professionnel pour la saison 2003-2004 du Toulouse Football Club.

## Transferts[1]

### Mercato d'été
| Nom                      | Nationalité | Transfert      | Provenance/Destination | Division                            |
| Arrivées                 |             |                |                        |                                     |
| Transferts               |             |                |                        |                                     |
| Ludovic Clément          | France      | Transfert      | LB Châteauroux         | Ligue 2                             |
| Eduardo Adelino da Silva | Brésil      | Transfert      | Charleroi SC           | Championnat de Belgique de football |
| Predrag Ocokoljić        | Serbie      | Transfert      | FK Obilić Belgrade     | Championnat de Serbie de football   |
| Prêts                    |             |                |                        |                                     |
| Florent Balmont          | France      | Prêt           | Olympique Lyonnais     | Ligue 1                             |
| Départs                  |             |                |                        |                                     |
| Transferts               |             |                |                        |                                     |
| Cyril Dubroca            | France      | Transfert      | Trélissac FC           | CFA                                 |
| Prêts                    |             |                |                        |                                     |
| Ulrick Chavas            | France      | Prêt           | FC Sète                | National                            |
| Fins de contrat          |             |                |                        |                                     |
| Anthony Bancarel         | France      | Fin de contrat | Retraité               |                                     |

### Mercato d'hiver
| Nom              | Nationalité | Transfert | Provenance/Destination | Division |
| Arrivées         |             |           |                        |          |
| Prêts            |             |           |                        |          |
| Fernandão        | Brésil      | Prêt      | Olympique de Marseille | Ligue 1  |
| Départs          |             |           |                        |          |
| Prêts            |             |           |                        |          |
| Thibault Giresse | France      | Prêt      | Le Havre               | Ligue 2  |
| Ousmane N'Doye   | France      | Prêt      | FC Lorient             | Ligue 2  |

## Résumé de la saison
La saison 2003-2004 est la saison du retour dans l'élite pour le Toulouse FC, après la double-rétrogradation de l'été 2001, puis les deux remontées successives de National en Ligue 2 lors de la saison 2001-2002 puis de ligue 2 en ligue 1 lors de la saison 2002-2003. Il s'agit donc de la première saison en Ligue 1 de l'ère Sadran, où le club s’appuie sur l'encadrement (et notamment l'entraineur Erick Mombaerts) et les jeunes joueurs qui ont permis la remontée du club.
À ce titre le capitanat reste l'attribut  de William Prunier, un des trois joueurs pros avec Stéphane Lièvre et le gardien Christophe Revault à avoir accompagné le club en National.
Après un match nul et deux défaites, le club se retrouve en position de relégable dès la troisième journée, et même dernier à l'issue de la cinquième journée. La première victoire ne vient que lors de la septième journée, 1-0 à domicile contre un autre promu, le FC Metz.
À la suite d'une nouvelle défaite 3-0 à Monaco lors de la huitième journée, alors que le club est 19e avec 5 points, le capitaine William Prunier perd sa place de titulaire dans l'équipe. Il ne fera plus qu'une seule apparition, à Bordeaux lors de la dixième journée, où il rentre à quelques minutes de la fin du match à la place du milieu de terrain Eduardo pour "sécuriser" la victoire 1-2. Le brassard revient alors à un autre ancien, Christophe Revault.
Lors du mercato d'hiver et alors que le club occupe la dernière place du classement avec seulement 12 points, Thibault Giresse et Ousmane N'Doye (qui ont un temps de jeu faible) sont prêtés à deux clubs de seconde division : Le Havre et Lorient. Le club se fait dans le même temps prêter par Marseille l'attaquant brésilien Fernandão (qui reprend le numéro 8 laissé vacant par Giresse). Ces prêts se révèlent globalement bénéfiques: N'Doye joue 10 matchs, Thibault Giresse 16 en inscrivant 4 buts, et côté arrivée Fernandão participe à 17 matchs et inscrit 3 buts dont un contre son club de Marseille lors de l'avant dernière journée, participant à la victoire qui assure le maintien du club dans l'élite.
À la mi-saison la relégation semble promise aux violets, avec seulement 12 points, mais ils réussissent pourtant un exploit réalisé avant eux seulement par Saint-Étienne en 1989 (11 points à la trêve, 48 points finalement soit 37 points lors de la seconde partie de championnat) : 27 points acquis sur les 19 derniers matchs, pour un total de 39 points synonyme d'une seizième place et de maintien en Ligue 1.

## Matchs

### Calendrier
| Tour          | Date            | Domicile    | Résultat        | Extérieur     |
| ------------- | --------------- | ----------- | --------------- | ------------- |
| 32e de finale | 3 janvier 2004  | RC Paris    | 1 - 3           | Toulouse FC   |
| 16e de finale | 25 janvier 2004 | Toulouse FC | 0 - 0 (5-4 tab) | OGC Nice      |
| 8e de finale  | 10 février 2004 | Toulouse FC | 1 - 1 (6-7 tab) | Stade rennais |

### Coupe de la Ligue
Toulouse en tant qu'équipe de Ligue 1 est exempt des trente-deuxièmes de finale de la Coupe de la Ligue.

### Calendrier
| Tour          | Date            | Horaire       | Domicile  | Résultat | Extérieur   | Buteurs domicile     | Buteurs extérieur |
| ------------- | --------------- | ------------- | --------- | -------- | ----------- | -------------------- | ----------------- |
| 16e de finale | 29 octobre 2003 | 19:00 (UTC+1) | SC Bastia | 1 - 0    | Toulouse FC | Chaouki Ben Saada 6e |                   |